# Nader Sjah Afshar

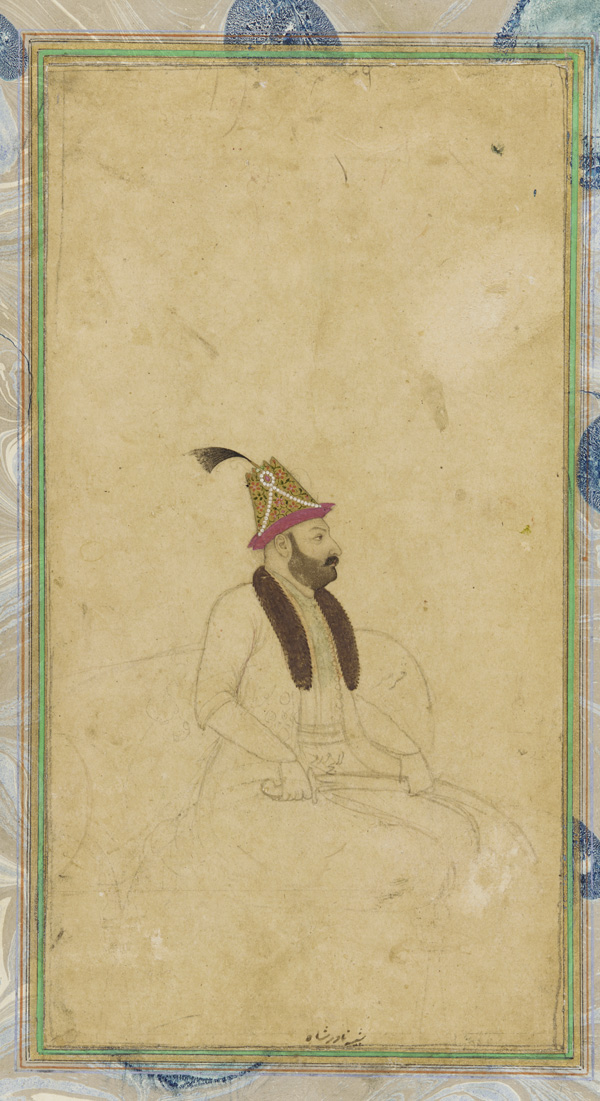
Nader Sjahs portret (collectie van het Smithsonian Institute).

Nāder Sjāh Afshar (Perzisch: نادرشاه) (ook bekend onder de naam Nader Qoli Beg, Tahmasp-Qoli Khan; hij wordt ook vaak 'Nadir' genoemd) (22 oktober 1688 - 19 juni, 1747) was sjah van Perzië (1736–47) en stichter van de dynastie van de Afshariden. Omwille van zijn militaire genie, hebben sommige historici hem omschreven als de Napoleon van Perzië of de tweede Alexander. Hij creëerde een groot Perzisch rijk dat Iran/Perzië, Noord-Indië en delen van Centraal-Azië omvatte. Nader Sjah won veldslagen tegen de Afghanen, Ottomanen en Moghullen. Nader Sjahs overwinningen maakten hem voor korte tijd de machtigste heerser van het Midden-Oosten, maar zijn rijk viel al snel uiteen nadat hij was vermoord in 1747. Nader Sjah was de laatste grote Aziatische militaire veroveraar. Nader wordt beschouwd als de begaafdste militaire leider van Iran en hem wordt het herstel van de Iraanse macht tussen de Ottomanen en het Mogolrijk toegeschreven.

## Leven
Hij werd geboren in Kobhan, in de Turkmeense  Qirqlu-tak van Afshar Turkmenen. Zijn vader, een arme boer, stierf toen Nader nog een kind was. Volgens de legenden werden Nader en zijn moeder weggevoerd als slaven door plunderende Uzbegen of Turkmeense stamleden, maar Nader was in staat te ontsnappen. Hij sloot zich aan bij een roversbende toen hij nog een jongen was en zou uiteindelijk hun leider worden. Met de steun van Afshaarse stamhoofden steeg hij in rang om uit te groeien tot een machtige militaire leider. Toen Nader Sjah eenendertig jaar oud was, vielen de Afghanen Iran binnen, namen Isfahan in en zetten de Safawidische koning (sjah) Soltan Hoseyn I af.

### Huwelijken
Nader trouwde de twee dochters van Baba Bedel Ali, een lokaal stamhoofd. Nader was vier keer getrouwd. Hij had 5 zonen en 15 kleinzonen. Hij had ook 33 vrouwen in zijn harem.

## Militaire campagnes

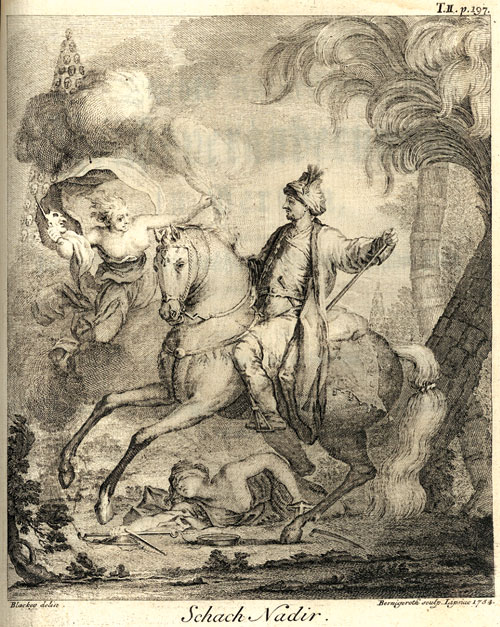
Een portret van Nader Sjah door Jonas Hanway.

### Verslaan van de Afghanen
Na hij zich had onderscheiden door een belangrijke rol te spelen in het verslaan van de krijgsheer Malek Mahmoud Sistani, stelde Tahmasb hem aan als zijn voornaamste militaire aanvoerder. Nader Sjah verving Fath Ali Khan Kadjar, de voorouder van Agha Mohammed Khan Kadjar, die vroeger deze positie hield. Nader nam vervolgens de titel van Tahmasb Qoli (dienaar van Tahmasb) aan.
In mei 1729 versloeg Nader Sjah de Abdali Afghanen nabij Herat. In september 1729 versloeg hij de Gizli Afghanen bij Mehmandust. De leider van de Gizli Afghanen was Ashraf. In december 1729 werd Iran van de Afghanen bevrijd. Vervolgens namen vele Afghaanse soldaten dienst in Nader Sjahs leger.

### Ottomaanse campagne
Tijdens de zomer van 1730 viel Nader de Ottomanen aan en heroverd grotendeels het gebied dat was verloren gegaan onder het bewind van Sjah Soltan Hoseyn I. Toevalligerwijs belegerden de Abdali Afghanen op dat moment Mashhad. Hierdoor was Nader gedwongen zijn campagne stil te leggen om zijn broer, Ebrahim, die in Mashhad was, te ontzetten. Het nam veertien maanden in beslag om de Abdali Afghanen te verslaan. In januari 1731 viel Tahmasb de Ottomanen aan en leed een zware nederlaag. De Ottomanen heroverden het in 1730 aan Nader verloren gebied. De Ottomanen veroverden ook Armenië en Georgië. Daarop ontnam Nader Tahmasb zijn macht en verving hem in 1732 op de troon door zijn zoon Abbas III, die toen nog maar een kind was. Nader stelde vervolgens zichzelf als regent aan. Nader keerde daarop naar het westen tegen de Ottomanen. Bij de belegering van Bagdad in 1733 werd hij achter de muren van de stad verslagen. Nader keerde echter met een grotere legermacht terug en de Ottomanen waren gedwongen vrede te sluiten. Nader werd naast Karbala en Basra in Zuid-Irak ook de steden ten westen van de Aras gegeven. Nader begon daarna met de belegering van het door de Ottomanen bezette Ganja en kon met Russische hulp de stad innemen. In maart 1735 ondertekende Nader een verdrag met de Russen in Ganja. Ook gaf Nadir Sjah in 1737 een concessie aan de Nederlandse Vereenigde Oostindische Compagnie om in Bushehr een handelspost te openen.

### Invasie van Indië

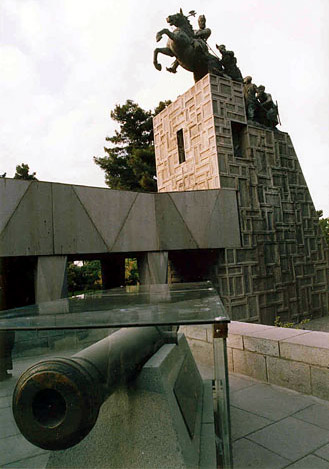
De graftombe van Nader Sjah, een populaire toeristische attractie in Mashhad.

In 1738 veroverde Nader Sjah Kandahar. In datzelfde jaar bezette hij Ghazni, Kaboel en Lahore. Hij drong vervolgens dieper binnen in Indië (zijn tactieken om Indië binnen te dringen hebben enigszins legendarische proporties aangenomen), waarbij hij de Indus nog voor het eind van dat jaar overstak. Hij versloeg het Mogolleger van Muhammad Sjah in de slag bij Karnal en op 24 februari 1739 trok Nader Sjah triomfantelijk Delhi binnen, waar hij de khutbah liet voorlezen in zijn naam. Samen met de gevangen genomen Muhammad Sjah reed Nadir Sjah Delhi binnen. In de rellen die daarop volgden werden meer dan 30.000 burgers gedood door de Perzische troepen. Muhammad Sjah smeekte Nadir om het bloedvergieten te stoppen. Nader Sjah ging ermee akkoord zich terug te trekken in ruil voor de schatten van de Mogols. Zelfs de pauwentroon werd door de Perzische heerser meegenomen. Hoewel het aantal burgerslachtoffers groot was, was het de enige manier was om een algemene opstand te vermijden en Indië niet uit handen te geven.
Nader keerde terug naar huis met enorme schatten, inclusief de pauwentroon, die daarna als een symbool van Perzische imperiale macht diende en, onder vele andere fabelachtige juwelen, de bekende diamanten Koh-i-Noor en Darya-ye Noor (terwijl Koh-i-Noor "Berg van Licht" betekent, staat Darya-ye Noor voor "Zee van Licht" in het Perzisch). De Perzische troepen verlieten Delhi begin mei 1739. De soldaten van Nader namen ook duizenden olifanten, paarden en kamelen met zich mee, beladen met de buit die men had gemaakt. De opbrengst van de Indische campagne was zo groot dat Nader na zijn triomfantelijke terugkeer de belasting in Iran voor drie jaar kon opheffen.

### Na Indië

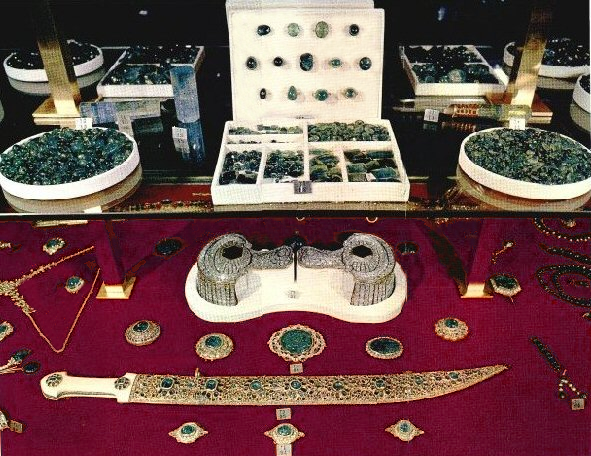
Nader Sjahs dolk met enkele van zijn juwelen. Nu deel van de Iraanse kroonjuwelen.

Onder Nader Sjahs korte regering werd een 400.000 man sterk leger opgericht en de grenzen van zijn rijk hadden de grootste omvang in de geschiedenis van Iran sinds het Sassanidenrijk.
Na Indië viel Nader de Oezbeken in Transoxanië aan. Hij bouwde een machtige Perzische vloot waarmee hij het eiland Bahrein heroverde op de Arabieren. In 1743 veroverde hij de stad Masqat, in wat nu Oman is.
Na een mislukte moordaanslag op hem in 1741, verdacht Nader zijn oudste zoon Reza Qoli Mirza als de verantwoordelijke voor de samenzwering en liet hem blind maken. En kort daarop begon Nader de edelen die het blind maken van zijn zoon hadden gezien, te executeren. In zijn laatste levensjaren werd Nader meer en meer paranoïde en liet hij vele (verdachte) vijanden executeren.
In 1743 begon Nader een nieuwe oorlog tegen het Ottomaanse Rijk, de Ottomaans–Perzische Oorlog (1743–46). Deze eindigde met een vredesverdrag, waarin de Ottomanen akkoord gingen met het toewijzen van de heilige stad Najaf aan de Perzen.

## Dood

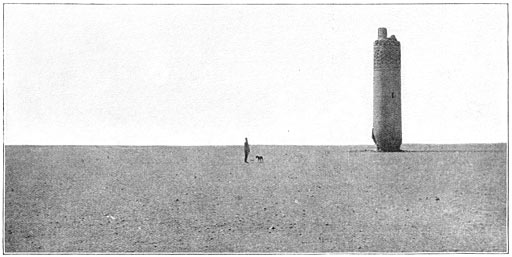
Nadirzuil in de woestijn

Nader Sjah werd op 19 juni 1747 te Kandahar in Afghanistan vermoord, waar hij zich klaarmaakte om naar India te gaan en de jaarlijkse belasting op te halen. Nader werd in zijn slaap verrast door Salah Bey, kapitein van de wacht, en werd gedood met een zwaard. Nader kon desalniettemin twee van de moordenaars doden.
Na zijn dood werd hij opgevolgd door zijn neef Ali Qoli, die zichzelf Adil Sjah ("rechtmatige koning") noemde. Adil Sjah werd datzelfde jaar nog afgezet. Tijdens de strijd tussen Adil Sjah, zijn broer Ibrahim Kan en Naders kleinzoon Sjah Rukh riepen bijna alle provinciegouverneurs hun onafhankelijkheid uit, en vestigden hun eigen staten, waardoor het hele rijk van Nadir Sjah verviel in anarchie. Ten slotte stichtte Karim Kan de Zand-dynastie en werd heerser van Perzië in 1760, terwijl Ahmad Sjah Durrani reeds onafhankelijkheid had uitgeroepen in het oosten en aldus de stichting van het moderne Afghanistan begon.
In 1768 gaf Christiaan VII van Denemarken aan sir William Jones de opdracht een Perzische biografie van Nadir Sjah te vertalen in Frans. Het werd in 1770 als Histoire de Nadir Chah gepubliceerd en vervolgens in Engels vertaald, waardoor Nadir Sjah bekend werd bij het publiek in het westen.

## Voetnoten
1. 1 2  art. Iran, in Britannica Student Encyclopedia (2007), p. 8.
2. 1 2  J.N.W. Bos, Nadir Shah of Persia, in Mad Monarchs (2002).
3. 1 2 3 4 5 6  E. Tucker, art. Naúder Shah, in Encyclopedia Iranica (2006).. Gearchiveerd op 2 oktober 2009. Geraadpleegd op 7 juni 2007.
4. ↑  V. Nasr, The Shia Revival: How Conflicts within Islam Will Shape the Future, New York, 2006.
5. 1 2  art. Afsharid Dynasty (Nader Shah), IranChamber.com (2002).